# Gaetanus miles
Gaetanus miles är en kräftdjursart som beskrevs av Giesbrecht 1888. Gaetanus miles ingår i släktet Gaetanus och familjen Aetideidae. Inga underarter finns listade i Catalogue of Life.